# Chen Ning Yang
Chen Ning Yang (chinês tradicional: 楊振寧, chinês simplificado: 杨振宁, pinyin: Yáng Zhènníng) (Hefei, 22 de setembro de 1922) é um físico chinês.
Yang naturalizou-se cidadão dos Estados Unidos em 1964. Foi laureado com o Nobel de Física de 1957, por investigações das leis da paridade e obtenção de importantes descobertas relativas a partículas elementares.

## Realizações acadêmicas
Yang trabalhou em mecânica estatística, teoria da matéria condensada, física de partículas e teoria de gauge / teoria quântica de campos.
Na Universidade de Chicago, Yang passou vinte meses trabalhando em um laboratório de aceleradores, mas depois descobriu que não era tão bom quanto um experimentalista e voltou para a teoria. Sua tese de doutorado foi sobre distribuição angular em reações nucleares.

Yang é bem conhecido por sua colaboração de 1953 com Robert Mills no desenvolvimento da teoria de calibre não-abeliana, amplamente conhecida como teoria de Yang-Mills. A ideia foi geralmente concebida por Yang, e o cientista novato Mills o ajudou nessa empreitada, como Mills disse:
"Durante o ano acadêmico de 1953-1954, Yang foi visitante do Laboratório Nacional de Brookhaven ... Eu estava em Brookhaven também ... e foi designado para o mesmo cargo que Yang. Yang, que demonstrou em várias ocasiões sua generosidade para com os físicos que estão começando suas carreiras, me contou sobre sua ideia de generalizar a invariância de calibre e discutimos isso longamente ... Pude contribuir com algo para as discussões, especialmente no que diz respeito aos procedimentos de quantização e, em pequeno grau, na elaboração do formalismo; no entanto, as ideias-chave eram de Yang. 
Posteriormente, nas últimas três décadas, muitos outros cientistas proeminentes desenvolveram avanços importantes para o que hoje é conhecido como teoria de calibre.
Mais tarde, Yang trabalhou na fenomenologia de partículas; um trabalho bem conhecido foi o modelo de Fermi-Yang tratando o méson píon como um par núcleo-anti-núcleo ligado. Em 1956, ele e Tsung Dao Lee propôs que na interação fraca a simetria de paridade não foi conservada, a equipe de Chien-shiung Wu no National Bureau of Standards em Washington verificou experimentalmente a teoria. Yang e Lee receberam o Prêmio Nobel de Física de 1957 por sua teoria da violação de paridade, que trouxe mudanças revolucionárias para o campo da física de partículas.  Yang também trabalhou na teoria dos neutrinos com Tsung Dao Lee, 1957, 1959, CT não conservação (com Tsung Dao (TD) Lee e R. Oheme, 1957), interação eletromagnética de mésons vetoriais (com Tsung Dao (TD) Lee, 1962), não conservação de PC com Tai Tsun Wu (1964).
Na década de 1970, Yang trabalhou nas propriedades topológicas da teoria de gauge, colaborando com Wu Tai-Tsun para elucidar o monopolo Wu-Yang. Ao contrário do monopolo Dirac, ele não possui uma corda Dirac singular. Também concebida pelo dicionário Wu-Yang, a teoria de Yang-Mills estabeleceu o modelo para o Modelo Padrão e a física moderna em geral, bem como o trabalho em direção a uma Grande Teoria Unificada; foi chamado pelo The Scientist de "a base para a compreensão atual de como as partículas subatômicas interagem, uma contribuição que reestruturou a física e a matemática modernas".  Yang tem um grande interesse em mecânica estatística desde sua época de graduação. Nas décadas de 1950 e 1960, ele colaborou com Tsung Dao (TD) Lee e Kerson Huang, etc. e estudou mecânica estatística e teoria da matéria condensada. Ele estudou a teoria da transição de fase e elucidou o teorema do círculo de Lee-Yang, propriedades do líquido do bóson quântico, modelo de Ising bidimensional, quantização de fluxo em supercondutores (com N. Byers, 1961) e propôs o conceito de Ordem de Longo Alcance Fora da Diagonal (ODLRO, 1962). Em 1967, ele encontrou uma condição consistente para um sistema de espalhamento fatorado unidimensional de muitos corpos, a equação foi posteriormente chamada de equação de Yang-Baxter, desempenha um papel importante em modelos integráveis e influenciou vários ramos da física e da matemática.

## Publicações selecionadas
Coletâneas
- Yang, C. N. (1983). Selected Papers, 1945–1980, with Commentary. San Francisco, CA: W. H. Freeman & Co. ISBN 978-0-7167-1406-4
  - Yang, Chen-Ning (2005) [1983]. Selected Papers, 1945–1980, with Commentary. Col: World Scientific Series in 20th Century Physics. 36 2005 ed. Singapore: World Scientific. ISBN 981-256-367-9
- Yang, Chen-Ning (2013). Selected Papers of Chen Ning Yang II: With Commentaries. Singapore: World Scientific. ISBN 978-981-4449-00-7

Teoria de Yang-Mills
- Yang, C. N.; Mills, R. L. (1954). «Conservation of Isotopic Spin and Isotopic Gauge Invariance». Physical Review. 96 (1): 191–195. Bibcode:1954PhRv...96..191Y. doi:10.1103/PhysRev.96.191
- Mills, R. L.; Yang, C. N. (1966). «Treatment of Overlapping Divergences in the Photon Self-Energy Function». Progress of Theoretical Physics Supplement. 37: 507. Bibcode:1966PThPS..37..507M. doi:10.1143/PTPS.37.507
- Yang, C. N. (2005). «Remembering Robert Mills». In:  't Hooft, Gerardus. 50 years of Yang-Mills theory. Singapore: World Scientific. ISBN 978-981-238-934-3

Violação de paridade
- Lee, T. D.; Yang, C. N. (1956). «Question of Parity Conservation in Weak Interactions». Physical Review. 104 (1): 254–258. Bibcode:1956PhRv..104..254L. doi:10.1103/PhysRev.104.254

Teorema de Lee-Yang
- Lee, T. D.; Yang, C. N. (1952). «Statistical Theory of Equations of State and Phase Transitions. II. Lattice Gas and Ising Model». Physical Review. 87 (3): 410–419. Bibcode:1952PhRv...87..410L. ISSN 0031-9007. doi:10.1103/PhysRev.87.410

Teorema de Byers-Yang
- Byers, N.; Yang, C. N. (1961). «Theoretical Considerations Concerning Quantized Magnetic Flux in Superconducting Cylinders». Physical Review Letters. 7 (2): 46–49. Bibcode:1961PhRvL...7...46B. doi:10.1103/PhysRevLett.7.46